# 黑古城三古城
黑古城三古城，位于中国青海省门源县浩门镇浩门农场，为第八批青海省文物保护单位，公布日期为2008年4月10日，类型为古遗址。
黑古城三古城的历史年代为清。